# DSd (Inschrift)
DSd ist die Abkürzung einer Inschrift von Dareios I. (D). Sie wurde in Susa (S) entdeckt und von der Wissenschaft mit einem Index (d) versehen. Sie liegt in altpersischer und elamischer Sprache auf mehreren Fragmenten vor. Man geht davon aus, dass die Inschrift ursprünglich dreisprachig mit einer verlorenen babylonischen Sprachversion war.

## Inhalt
„§1. Ich (bin) Dareios, der große König, König der Könige, König der Länder, König auf dieser Erde, des Hystaspes Sohn, ein Achaimenide.
§2. Es kündet Dareios, der König: Nach dem Willen Ahuramazdas habe ich diesen Palast errichtet.“

## Beschreibung
Die Bauinschrift DSd ist von sieben Fragmenten in altpersischer und elamische Sprache auf Säulenbasen überliefert, die mit einem zusätzlichen Index unterschieden werden. Der Text hat bei beiden Sprachversionen drei Zeilen. Die babylonische Sprachversion ist nicht überliefert, aber man geht davon aus, dass die Inschrift ursprünglich dreisprachig war.
Über den Verbleib der Fragmente DSda–d und DSdg gibt es keine Angaben. Die Fragmente DSde und DSdf befinden sich im Louvre.
William Loftus veröffentlichte 1852 das erste Fragment DSda mit Teilen der altpersischen und elamischen Sprachversion. Der elamische Text wurde von Franz Heinrich Weißbach 1911 übersetzt. Die Fragmente DSdb–d wurden von Jean-Vincent Scheil 1929 veröffentlicht. Die zwei nachfolgenden Fragmente, DSde–f, wurden von Günter Schweiger im Louvre untersucht und 1998 veröffentlicht. 1987 hatte vor ihm Marie–Joseph Steve noch das letzte Fragment, DSdg publiziert.